# AFI 선정 100대 스릴러 영화
AFI 100년 시리즈의 일부인 AFI 선정 100대 스릴러 영화(영어: AFI's 100 Years...100 Thrills)는 미국 영화사에서 가장 스릴 넘치는 영화 100편의 목록이다. 이 목록은 미국 영화 연구소에 의해 2001년 6월 12일 해리슨 포드가 진행한 CBS 특별 프로그램에서 공개되었다.
앨프리드 히치콕 영화 9편이 목록에 올라 "서스펜스의 대가"가 가장 많이 포함된 영화 감독이 되었다.

## 영화 목록
| #   | Film                    | Director                       | Year |
| --- | ----------------------- | ------------------------------ | ---- |
| 1   | 싸이코                  | 앨프리드 히치콕                | 1960 |
| 2   | 죠스                    | 스티븐 스필버그                | 1975 |
| 3   | 엑소시스트              | 윌리엄 프리드킨                | 1973 |
| 4   | 북북서로 진로를 돌려라  | 앨프리드 히치콕                | 1959 |
| 5   | 양들의 침묵             | 조너선 데미                    | 1991 |
| 6   | 에이리언                | 리들리 스콧                    | 1979 |
| 7   | 새                      | 앨프리드 히치콕                | 1963 |
| 8   | 프렌치 커넥션           | 윌리엄 프리드킨                | 1971 |
| 9   | 로즈메리의 아기         | 로만 폴란스키                  | 1968 |
| 10  | 레이더스                | 스티븐 스필버그                | 1981 |
| 11  | 대부                    | 프랜시스 포드 코폴라           | 1972 |
| 12  | 킹콩                    | 메리언 C. 쿠퍼                 | 1933 |
| 13  | 우리에게 내일은 없다    | 아서 펜                        | 1967 |
| 14  | 이창                    | 앨프리드 히치콕                | 1954 |
| 15  | 서바이벌 게임           | 존 부어먼                      | 1972 |
| 16  | 차이나타운              | 로만 폴란스키                  | 1974 |
| 17  | 맨츄리안 켄디데이트     | 존 프랭컨하이머                | 1962 |
| 18  | 현기증                  | 앨프리드 히치콕                | 1958 |
| 19  | 대탈주                  | 존 스터지스                    | 1963 |
| 20  | 하이 눈                 | 프레드 진네만                  | 1952 |
| 21  | 시계태엽 오렌지         | 스탠리 큐브릭                  | 1971 |
| 22  | 택시 드라이버           | 마틴 스코세이지                | 1976 |
| 23  | 아라비아의 로렌스       | 데이비드 린                    | 1962 |
| 24  | 이중 배상               | 빌리 와일더                    | 1944 |
| 25  | 타이타닉                | 제임스 카메론                  | 1997 |
| 26  | 말타의 매               | 존 휴스턴                      | 1941 |
| 27  | 스타워즈                | 조지 루카스                    | 1977 |
| 28  | 위험한 정사             | 에이드리언 라인                | 1987 |
| 29  | 샤이닝                  | 스탠리 큐브릭                  | 1980 |
| 30  | 디어 헌터               | 마이클 치미노                  | 1978 |
| 31  | 미지와의 조우           | 스티븐 스필버그                | 1977 |
| 32  | 열차 안의 낯선 자들     | 앨프리드 히치콕                | 1951 |
| 33  | 도망자                  | 앤드루 데이비스                | 1993 |
| 34  | 사냥꾼의 밤             | 찰스 로턴                      | 1955 |
| 35  | 쥬라기 공원             | 스티븐 스필버그                | 1993 |
| 36  | 블리트                  | 피터 예이츠                    | 1968 |
| 37  | 카사블랑카              | 마이클 커티즈                  | 1942 |
| 38  | 오명                    | 앨프리드 히치콕                | 1946 |
| 39  | 다이하드                | 존 맥티어넌                    | 1988 |
| 40  | 2001: 스페이스 오디세이 | 스탠리 큐브릭                  | 1968 |
| 41  | 더티 해리               | 돈 시겔                        | 1971 |
| 42  | 터미네이터              | 제임스 카메론                  | 1984 |
| 43  | 오즈의 마법사           | 빅터 플레밍                    | 1939 |
| 44  | E.T.                    | 스티븐 스필버그                | 1982 |
| 45  | 라이언 일병 구하기      | 스티븐 스필버그                | 1998 |
| 46  | 캐리                    | 브라이언 드 팔마               | 1976 |
| 47  | 신체 강탈자의 침입      | 돈 시겔                        | 1956 |
| 48  | 다이얼 M을 돌려라       | 앨프리드 히치콕                | 1954 |
| 49  | 벤허                    | 윌리엄 와일러                  | 1959 |
| 50  | 마라톤 맨               | 존 슐레진저                    | 1976 |
| 51  | 성난 황소               | 마틴 스코세이지                | 1980 |
| 52  | 록키                    | 존 G. 아빌드센                 | 1976 |
| 53  | 펄프 픽션               | 쿠엔틴 타란티노                | 1994 |
| 54  | 내일을 향해 쏴라        | 조지 로이 힐                   | 1969 |
| 55  | 어두워질 때까지         | 테런스 영                      | 1967 |
| 56  | 프랑켄슈타인            | 제임스 웨일                    | 1931 |
| 57  | 모두가 대통령의 사람들  | 앨런 J. 퍼쿨러                 | 1976 |
| 58  | 콰이강의 다리           | 데이비드 린                    | 1957 |
| 59  | 혹성탈출                | 프랭클린 J. 섀프너             | 1968 |
| 60  | 식스 센스               | M. 나이트 샤말란               | 1999 |
| 61  | 케이프 피어             | J. 리 톰슨                     | 1962 |
| 62  | 스파르타쿠스            | 스탠리 큐브릭                  | 1960 |
| 63  | 제인의 말로             | 로버트 올드리치                | 1962 |
| 64  | 악의 손길               | 오슨 웰스                      | 1958 |
| 65  | 특공대작전              | 로버트 올드리치                | 1967 |
| 66  | 매트릭스                | 더 워쇼스키스                  | 1999 |
| 67  | 시에라 마드레의 황금    | 존 휴스턴                      | 1948 |
| 68  | 할로윈                  | 존 카펜터                      | 1978 |
| 69  | 와일드 번치             | 샘 페킨파                      | 1969 |
| 70  | 뜨거운 오후             | 시드니 루멧                    | 1975 |
| 71  | 007 골드핑거            | 가이 해밀턴                    | 1964 |
| 72  | 플래툰                  | 올리버 스톤                    | 1986 |
| 73  | 로라                    | 오토 프레민저                  | 1944 |
| 74  | 블레이드 러너           | 리들리 스콧                    | 1982 |
| 75  | 제3의 사나이            | 캐럴 리드                      | 1949 |
| 76  | 델마와 루이스           | 리들리 스콧                    | 1991 |
| 77  | 터미네이터 2            | 제임스 카메론                  | 1991 |
| 78  | 가스등                  | 조지 큐커                      | 1944 |
| 79  | 황야의 7인              | 존 스터지스                    | 1960 |
| 80  | 레베카                  | 앨프리드 히치콕                | 1940 |
| 81  | 오멘                    | 리처드 도너                    | 1976 |
| 82  | 지구 최후의 날          | 로버트 와이즈                  | 1951 |
| 83  | 오페라의 유령           | 루퍼트 줄리안                  | 1925 |
| 84  | 폴터가이스트            | 토브 후퍼                      | 1982 |
| 85  | 드라큐라                | 토드 브라우닝                  | 1931 |
| 86  | 도리언 그레이의 초상    | 앨버트 르윈                    | 1945 |
| 87  | 괴물                    | 크리스천 니비                  | 1951 |
| 88  | 12인의 성난 사람들      | 시드니 루멧                    | 1957 |
| 89  | 나바론의 요새           | J. 리 톰슨                     | 1961 |
| 90  | 포세이돈 어드벤처       | 로널드 님                      | 1972 |
| 91  | 브레이브하트            | 멜 깁슨                        | 1995 |
| 92  | 보디 히트               | 로런스 캐즈던                  | 1981 |
| 93  | 살아있는 시체들의 밤    | 조지 A. 로메로                 | 1968 |
| 94  | 차이나 신드롬           | 제임스 브리지스                | 1979 |
| 95  | 풀 메탈 재킷            | 스탠리 큐브릭                  | 1987 |
| 96  | 블루 벨벳               | 데이비드 린치                  | 1986 |
| 97  | 안전불감증              | 프레드 C. 뉴마이어 샘 테일러}} | 1923 |
| 98  | 블러드 심플             | 조엘 코언 이선 코언}}          | 1984 |
| 99  | 스피드                  | 얀 더본트                      | 1994 |
| 100 | 로빈 훗의 모험          | 마이클 커티즈                  | 1938 |

## 기준
- 장편 극영화: 영화는 일반적으로 60분 이상 길이의 내러티브 형식이어야 한다.
- 미국 영화: 영화는 영어로 제작되어야 하며, 미국에서 상당한 창작 및 재정적 제작 요소가 있어야 한다.
- 스릴: 장르와 관계없이 영화의 예술성과 기술이 주는 아드레날린 유발 효과는 우리의 몸과 마음을 사로잡는 경험을 만들어야 한다.
- 유산: "스릴"이 미국의 영화 유산을 활성화하고 풍요롭게 만들면서 현대 예술가와 관객에게 계속 영감을 주는 영화.